# Henry Morley
Henry Forster Morley, född den 15 september 1822 i London, död den 14 maj 1894 på ön Wight, var en engelsk litteraturhistoriker.
Morley var praktiserande läkare 1844–1848 och förestod därefter en skola till 1851, då han av Dickens kallades till underredaktör för "Household Words". År 1857 övergick han till tidskriften "Examiner", vars huvudredaktör han var 1859–1864, och utnämndes 1865 till professor i engelska litteraturen vid University College i London. Morley författade bland annat biografierna Palissy, the potter (1852), Jerome Cardan (1854), Cornelius Agrippa (1856) och Life of Clement Marot (1870) med flera, essaysamlingarna Gossip och Memoirs of Bartholomew Fair (1857), The journal of a London playgoer (1851–1866; teaterkritik), A first sketch of english literature (1873) och English writers (1864 ff.), en omfattande engelsk litteraturhistoria, som döden hindrade honom att fullborda. Morley utgav även ett stort antal engelska författare i billiga upplagor.